# ミッドナイトスクール
西東京市『学生ラジオ番組「ミッドナイトスクール」』は、2014年4月からエフエム西東京で、毎週日曜日の23:00 - 23:30に放送されている、ラジオ番組である。

## 概要
この番組は、「チャレンジ」をコンセプトに、大学生ならではの話題やゲストを迎えて放送する、トークバラエティである。番組の企画・制作・進行・編集・プロモーションの全てを大学生のメンバーが行っている、学生ラジオ番組でもある。
2024年に行われた西東京市の「市民協働（旧：NPO等）企画提案事業」では本番組の企画が採択され、番組に地域の中高生が出演した。
2024年12月30日の生放送特番をもって、500回目を迎えた。

### 再放送
湘南マジックウェイブで、毎週木曜18:00- 再放送されている。

## メンバーの所属大学
過去に所属していた大学も含む
- 目白大学
- 早稲田大学
- 武蔵野大学
- 日本大学
- 上智大学
- 武蔵野美術大学
- 明治大学
- 東京交通短期大学
- 一橋大学
- 立教大学
- 上智大学
- 流通経済大学
- 東京理科大学
- 津田塾大学
- 日本女子大学
- 東海大学
- 東京外国語大学
- 跡見学園女子大学

ほか

## 公式マスコットキャラクター
各キャラクターごとに、公式X(旧Twitter)が作成されている。
- スクール先生
- ミッド君
- ナイトちゃん

## 公式YouTubeチャンネル
サイト：YouTube
ジャンル：トークバラエティ
チャンネル名：「ミッドナイトスクール」
活動期間：2014年8月2日-
投稿頻度：毎週の放送後
登録者数：113人(2025年4月現在)